# Pholcus creticus
Pholcus creticus is een spinnensoort uit de familie trilspinnen (Pholcidae). De soort komt voor in Kreta.